# Cléopâtre (Victorien Sardou)
Pour les articles homonymes, voir Cléopâtre.
Cléopâtre est une pièce de théâtre de Victorien Sardou.
Elle fut créée le 23 octobre 1890 au théâtre de la Porte-Saint-Martin avec Sarah Bernhardt dans le rôle principal.